# Trọng tài Serie A xuất sắc nhất năm
Trọng tài Serie A xuất sắc nhất năm là giải thưởng được Hiệp hội cầu thủ Ý trao cho trọng tài xuất sắc nhất trong một mùa bóng ở Serie A. Đây là một phần của giải thưởng Oscar del Calcio.

## Trọng tài đoạt giải
| Năm  | Trọng tài         |
| ---- | ----------------- |
| 1997 | Pierluigi Collina |
| 1998 | Pierluigi Collina |
| 1999 | Stefano Braschi   |
| 2000 | Pierluigi Collina |
| 2001 | Stefano Braschi   |
| 2002 | Pierluigi Collina |
| 2003 | Pierluigi Collina |
| 2004 | Pierluigi Collina |
| 2005 | Pierluigi Collina |
| 2006 | Roberto Rosetti   |
| 2007 | Roberto Rosetti   |